# Potoki, Semič
Potóki je naselje v Sloveniji.